# Phelsuma berghofi
Phelsuma berghofi är en ödleart som beskrevs av  Krüger 1996. Phelsuma berghofi ingår i släktet Phelsuma och familjen geckoödlor. IUCN kategoriserar arten globalt som nära hotad. Inga underarter finns listade i Catalogue of Life.